# Capitán Castro
Capitán Castro es una localidad del partido de Pehuajó, provincia de Buenos Aires, Argentina.

## Ubicación
Se encuentra a 41 km al oeste de Pehuajó y 56 km al este de Trenque Lauquen. Se accede desde la Ruta Nacional 5 por un camino rural que bordea las vías del otrora Ferrocarril Rosario a Puerto Belgrano.

## Población
Cuenta con 49 habitantes (Indec, 2010), lo que representa un incremento del 69% frente a los 29 habitantes (Indec, 2001) del censo anterior.
| Gráfica de evolución demográfica de Capitán Castro entre 1980 y 2010 |
|                                                                      |
| Fuente: Censos nacionales del INDEC                                  |

## Toponimia
El pueblo debe su nombre al Capitán Norberto Castro, quien murió en la guerra contra López Jordán, en la provincia de Entre Ríos, en 1870.